# 대한민국 민법 제309조
대한민국 민법 제309조는 전세권자의 유지, 수선의무에 대한 민법 물권법 조문이다.

## 조문
제309조(전세권자의 유지, 수선의무) 전세권자는 목적물의 현상을 유지하고 그 통상의 관리에 속한 수선을 하여야 한다.

第309條(傳貰權者의 維持, 修繕義務) 傳貰權者는 目的物의 現狀을 維持하고 그 通常의 管理에 屬한 修繕을 하여야 한다.

## 사례
- 세권이는 전주에 위치한 아파트의 전세권자로 거주한 지 1년이 지난 어느 날, 욕실 수전(수도꼭지)에서 물이 조금씩 새는 것을 발견하였고 직접 비용을 부담하여 수전 교체를 진행했다.
- 이웃 아파트의 전세권자인 수선이는 거주한 지 2년이 지난 어느 날, 갑작스러운 누수로 인해 벽지가 심하게 훼손되는 일이 발생하였고 조사끝에 이 문제의 원인이 건물 배관 노후화 때문이라는 것을 알게 되었다. 수선은 이것이 전세권자의 통상적인 관리 범위를 넘어서는 수선에 해당한다고 판단하여 집주인 세인에게 연락하여 문제를 알리고, 집주인이 직접 수리를 진행하도록 했다.

## 참고 문헌
- 강태성. "민법 제309조와 제310조에 대한 검토 및 개정방향." 토지법학 34.1 (2018): 101-141.
- 오현수, 일본민법, 진원사, 2014. ISBN 978-89-6346-345-2
- 오세경, 대법전, 법전출판사 , 2014 ISBN 978-89-262-1027-7
- 이준현 , LOGOS 민법 조문판례집, 미래가치, 2015. ISBN 979-1-155-02086-9

## 같이 보기
- 전세권